# Ludwig Pappenheim

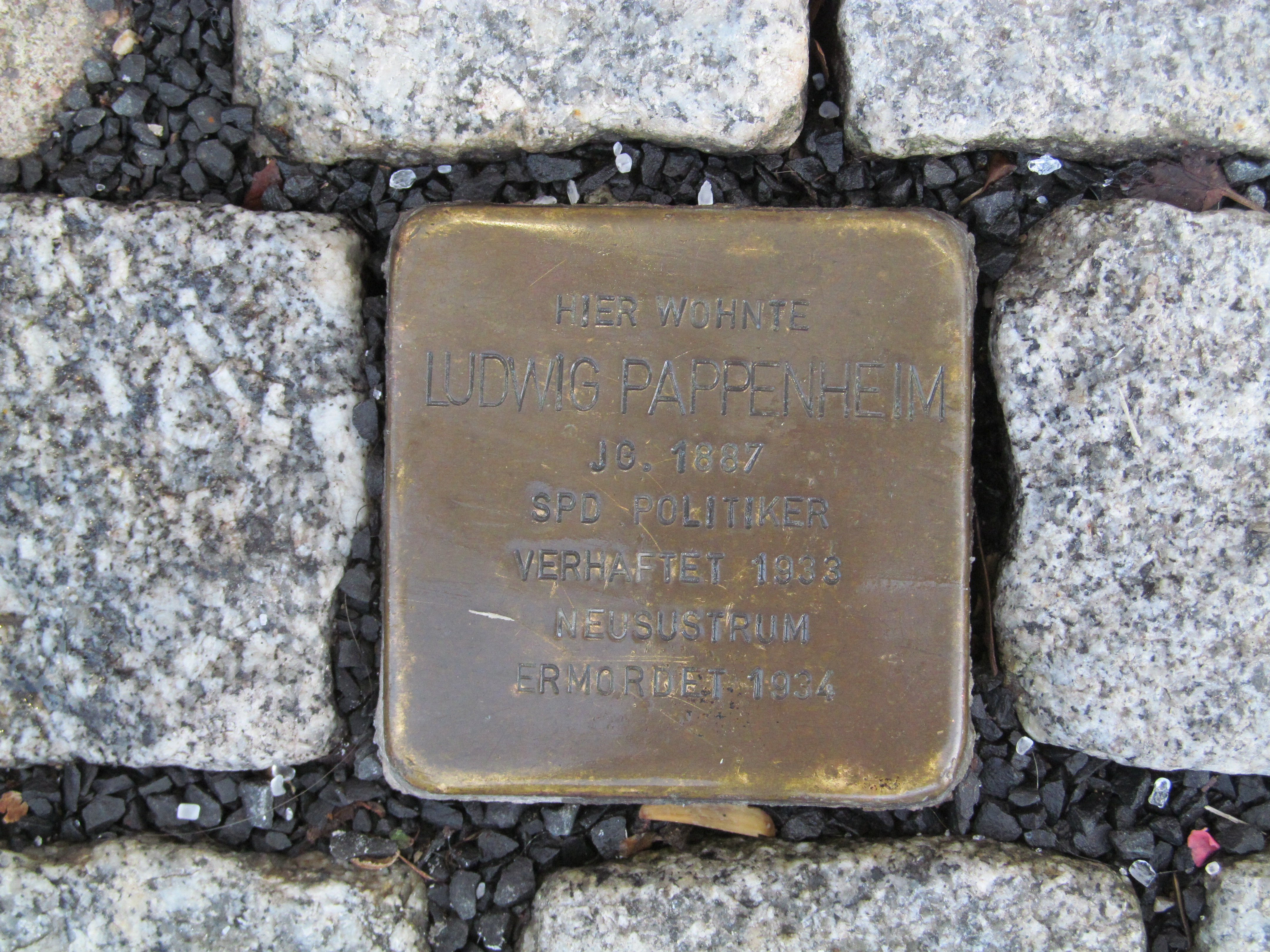
Stolperstein für Ludwig Pappenheim, Schlossplatz 8, in Eschwege

Ludwig Pappenheim (* 17. März 1887 in Eschwege; † 4. Januar 1934 im KZ Neusustrum) war ein deutscher SPD-Politiker.

## Leben
Der Sohn einer jüdischen Kaufmannsfamilie absolvierte eine Lehre als Kaufmann in Hamburg und Köln. Zunächst war Pappenheim für die SPD tätig. Nach seiner Zeit als Soldat im Ersten Weltkrieg gehörte er während der Novemberrevolution der USPD an. Mit seinem Erbe gründete Pappenheim in Schmalkalden die Zeitung Volksstimme, deren verantwortlicher Redakteur er ab 1919 war. Recht bald wechselte Ludwig Pappenheim aber wieder zur SPD; ab 1920 saß er als Abgeordneter im Provinziallandtag der Provinz Hessen-Nassau. Zudem war Pappenheim frühes Mitglied des Reichsbanners Schwarz-Rot-Gold. In den letzten Jahren der Republik war er Vorsitzender der Schmalkaldener Kreisorganisation der SPD.
Bereits 1918 und 1924 kurzzeitig inhaftiert, wurde Pappenheim am 25. März 1933 erneut verhaftet und in „Schutzhaft“ genommen. Schon zu Beginn seiner Haft verfasste er Protestbriefe an lokale Regierungsstellen. In diesen bezeichnete er die Nationalsozialisten, die für seine Inhaftierung verantwortlich waren, als „einige Leute, die durch Drohungen (...) die öffentliche Ruhe stören wollen“ und beschwerte sich über das Justizsystem, in dem „scheinbar ehemals demokratische Beamte ihre politischen Minderwertigkeitskomplexe durch energisches Vorgehen gegen Sozialdemokraten abreagieren wollen“. Eine solche politisch wie rechtlich standfeste Haltung findet sich nur selten in den erhaltenen Akten, in denen Anträge und Gesuche auf Entlassung aus der Schutzhaft zahlreich erhalten sind. Sie führte für Pappenheim zur Haftverschärfung.
Zunächst zu drei Monaten Haft verurteilt, rechnete er fest mit seiner Freilassung zum Ende seiner Haftstrafe am 21. Juli 1933. Jedoch blieb er auch danach weiterhin inhaftiert. Ein Entlassungsgesuch vom 23. Juli 1933, in dem er schrieb, dass er sich im Gefängnis gut geführt habe, seine Kriegsauszeichnungen erwähnte und schrieb: „Durch eine Verlängerung der Schutzhaft wird meine Ehefrau mit ihren vier Kindern, von denen drei im Alter von neun, acht und sechs Jahren sind, moralisch und psychisch zu Grunde gerichtet“, blieb ohne Erfolg. Der Kreisleiter der NSDAP Schmalkalden schrieb dazu: „Die Zersetzungsarbeit, die der Jude Pappenheim die ganzen Jahre hindurch im Kreis Schmalkalden betrieben hat, rechtfertigt unter keinen Umständen eine etwaige Freilassung. Pappenheim ist leider viel zu human (...) behandelt worden. Ich muss mich als Kreisleiter ganz entschieden dagegen aussprechen, dass Pappenheim (...) nicht in ein Konzentrationslager käme.“
Ludwig Pappenheim wurde für eine dreimonatige Schutzhaft ins Konzentrationslager Breitenau transportiert. Dieses war aus einem Arbeitshaus entstanden, Pappenheim hatte sich als Provinziallandtagsabgeordneter für die Reform der Hausordnung in Breitenau eingesetzt. In einem Brief an einen ihm nahestehenden Onkel schrieb er: „Was mich bedrückt, ist das Geschick der Familie, für die zu sorgen ich gehindert bin. Die geringen Ersparnisse werden nicht lange anhalten, und wenn ich bis dahin frei bin, dann ist der neue Anfang auch nicht leicht. Doch habe ich den Mut und den Willen, mir und den meinen zu helfen und mich durchzuboxen.“
Der Landrat stellte den förmlichen Antrag, „Pappenheim in das größere Konzentrationslager Osnabrück verbringen zu lassen. Er hat es verdient.“ Im Oktober 1933 wurde er in das KZ Neusustrum, eines der Emslandlager, verlegt. Ein Mithäftling hat berichtet, dass Pappenheim vom ersten bis zum letzten Tage seiner Haft von den Wachmannschaften schikaniert, geschlagen und misshandelt worden sei. KZ Neusustrum unterstand seit Ende September 1933 dem SS-Obersturmführer Emil Faust, der für Brutalität und Terror bekannt war.
Am 4. Januar 1934 wurde Ludwig Pappenheim von den Wachmännern Johann Siems und Robert B. in der Nähe des KZ Neusustrum ermordet. In einem amtsärztlichen Zeugnis wird dies wahrheitswidrig auf einen „Fluchtversuch“ zurückgeführt. Danach wurde es seiner Witwe verwehrt, ihn in Schmalkalden zu bestatten. Nach vielen Bemühungen an mehreren Orten gelang es Frieda Pappenheim schließlich, eine Genehmigung für ein Begräbnis auf dem Jüdischen Friedhof in Leipzig zu erhalten, auf dem er am 12. Januar 1934 beigesetzt wurde.

## Erinnerungen
1944 wurden auch seine beiden Söhne Günter und Kurt ins KZ Buchenwald gebracht. Diese überlebten und konnten noch 2012 bei einer Gedenkveranstaltung zum 125. Geburtstag Ludwig Pappenheims in Schmalkalden öffentlich von ihrem Vater berichten.
Von 1945 bis zum Ende der DDR 1990 trug die Gemeinde Kleinschmalkalden seinen Namen, ebenso war eine Polytechnische Oberschule (POS) nach ihm benannt. In der Dauerausstellung der Gedenkstätte Breitenau ist ein Raum den Verfolgten gewidmet. Stellvertretend für alle Inhaftierten des KZ Breitenau werden vier Einzelschicksale präsentiert, zu denen auch das von Ludwig Pappenheim gehört.
Zum 110. Geburtstag von Ludwig Pappenheim wurden 1997 Gedenksteine auf dem Friedhof Eichelbach/Schmalkalden und im Ort Kleinschmalkalden errichtet. In Trusetal wurde ein Platz nach ihm benannt und ein neuer Gedenkstein eingeweiht. In Eschwege wurde 2011 ein Stolperstein für ihn verlegt.